# Konkathedrale von Miranda do Douro

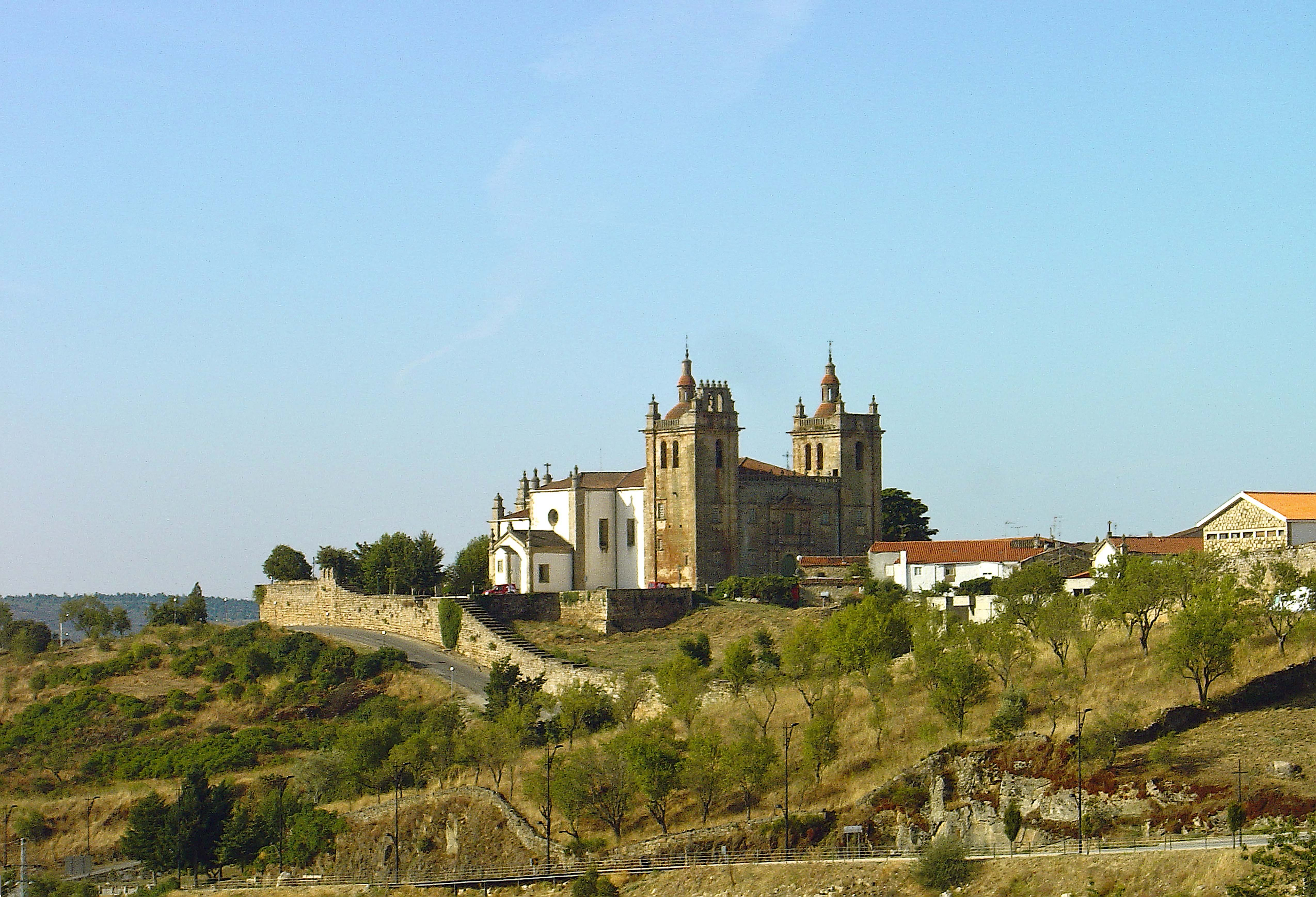
Konkathedrale von Miranda do Douro

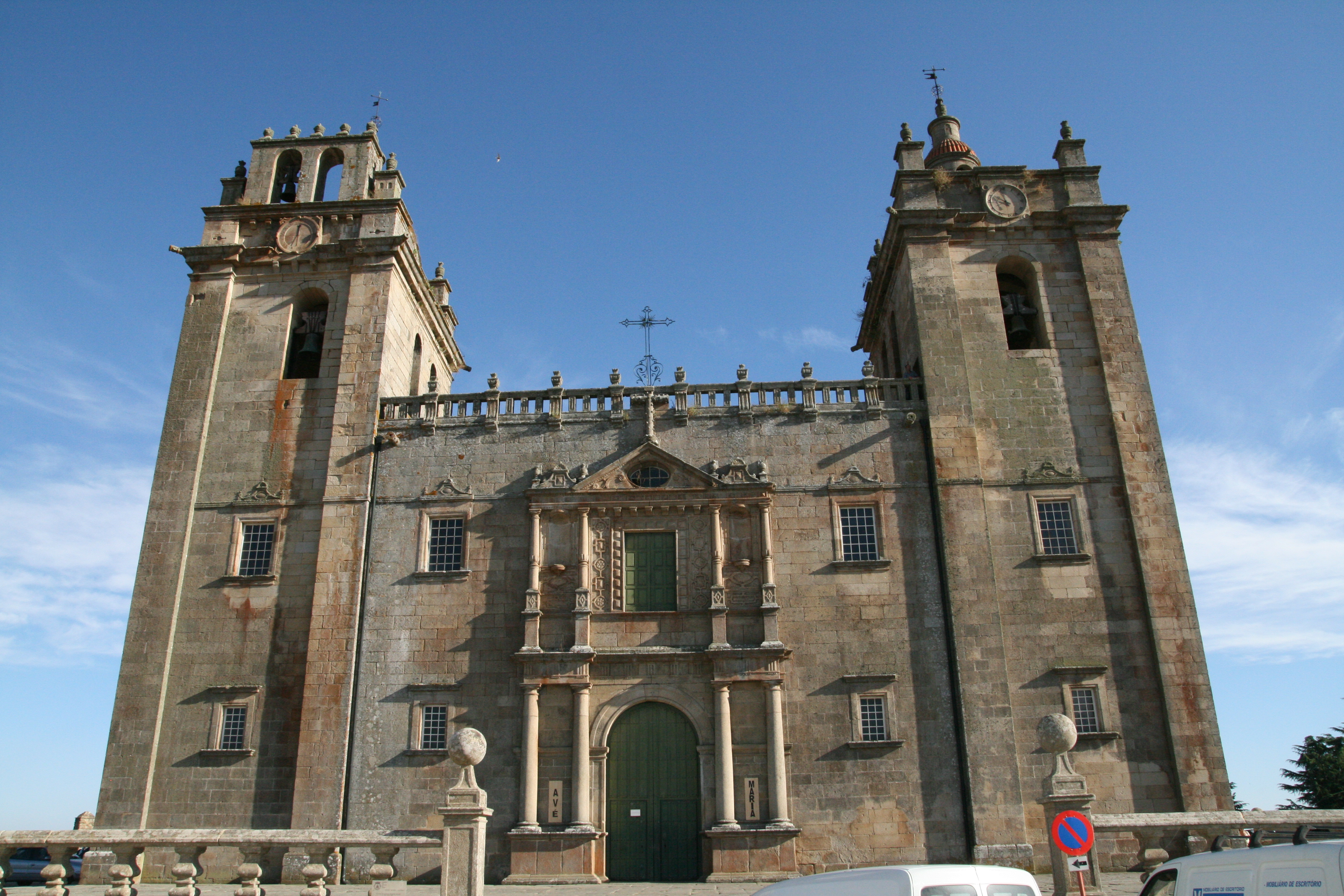
Fassade

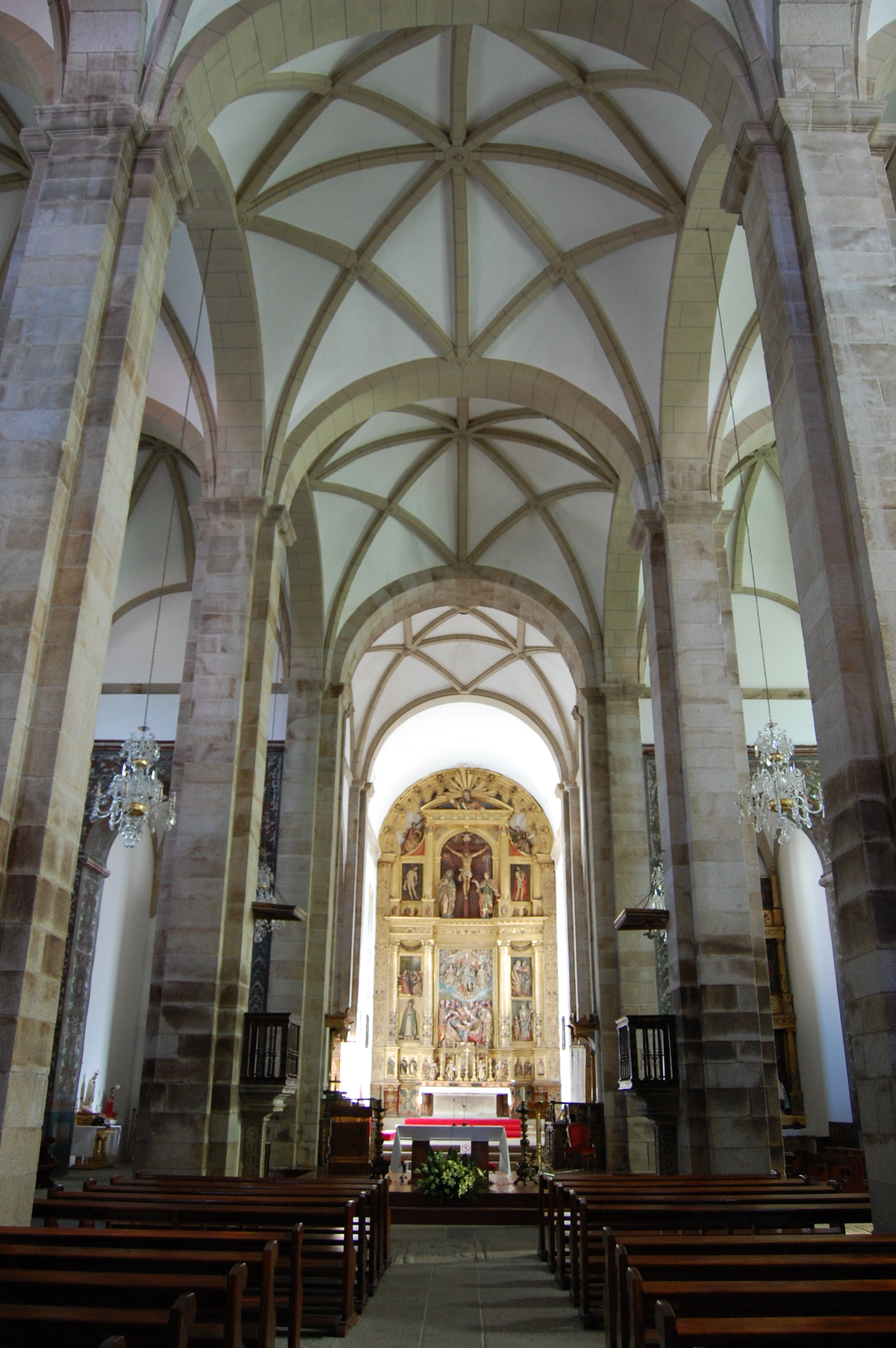
Inneres

Die der Jungfrau Maria geweihte Konkathedrale Santa Maria (portugiesisch Igreja de Santa Maria Maior) in der nordostportugiesischen Grenzstadt Miranda do Douro in der Region Tras-os-Montes ist – neben der modernen Kathedrale von Bragança – Sitz des römisch-katholischen Bistums Bragança-Miranda.

## Lage
Die nach Süden ausgerichtete Konkathedrale liegt am Südrand der Altstadt von Miranda do Douro etwa 1 km Fußweg und ca. 100 m Höhendifferenz vom Fluss Douro entfernt in einer Höhe von ca. 750 m.

## Geschichte
Im Jahr 1545 erhob Papst Paul III. auf Bitten König Joãos III. die Grenzstadt Miranda do Douro zur Bischofsstadt. Der Baubeginn der nacheinander von den Architekten Gonçalo de Torralva, Miguel de Arruda und Francisco Velasquez geplanten und erbauten Kathedrale lag im Jahr 1552; ihre Fertigstellung erfolgte im Wesentlichen im letzten Jahrzehnt des 16. Jahrhunderts – also in der Zeit der Personalunion Portugals mit Spanien (1580–1640). Im Jahr 1770 wurde der Bischofssitz nach Bragança verlegt und zehn Jahre später wurde das Bistum Bragança durch Papst Pius VI. mit der Apostolischen Konstitution Romanus Pontifex in „Bistum Bragança und Miranda“ umbenannt.

## Architektur
Das beim Außenbau verwendete Steinmaterial ist Granit. Dies und die geradlinige Strenge der Fassadengestaltung ist in hohem Maße vom etwa gleichzeitig entstandenen Klosterpalast des Escorial beeinflusst. Dennoch ist der Mittelteil der Fassade durch übereinander angeordnete Säulenpaare mit einem mittleren Dreiecksgiebel etwas aufgelockert. 
Das Innere der Kirche ist dreischiffig; die gebusten Rippengewölbe im Mittelschiff und in den Seitenschiffen befinden sich in gleicher Höhe (Hallenkirche). Während die Seitenschiffe in – außen ummantelten – Apsiden enden, ist die mittlere Chorkapelle (capela-mor) nach Süden verlängert und schließt flach.

## Ausstattung
Das im Jahr 1614 aufgestellte Altarretabel des Hauptaltars ist ein Werk des in Valladolid lebenden und arbeitenden Bildschnitzers Gregorio Fernández bzw. seiner Werkstatt; es gehört in die Stilepoche der Spätrenaissance. Weitere Seitenkapellen haben zumeist kleinere Barockaltäre.

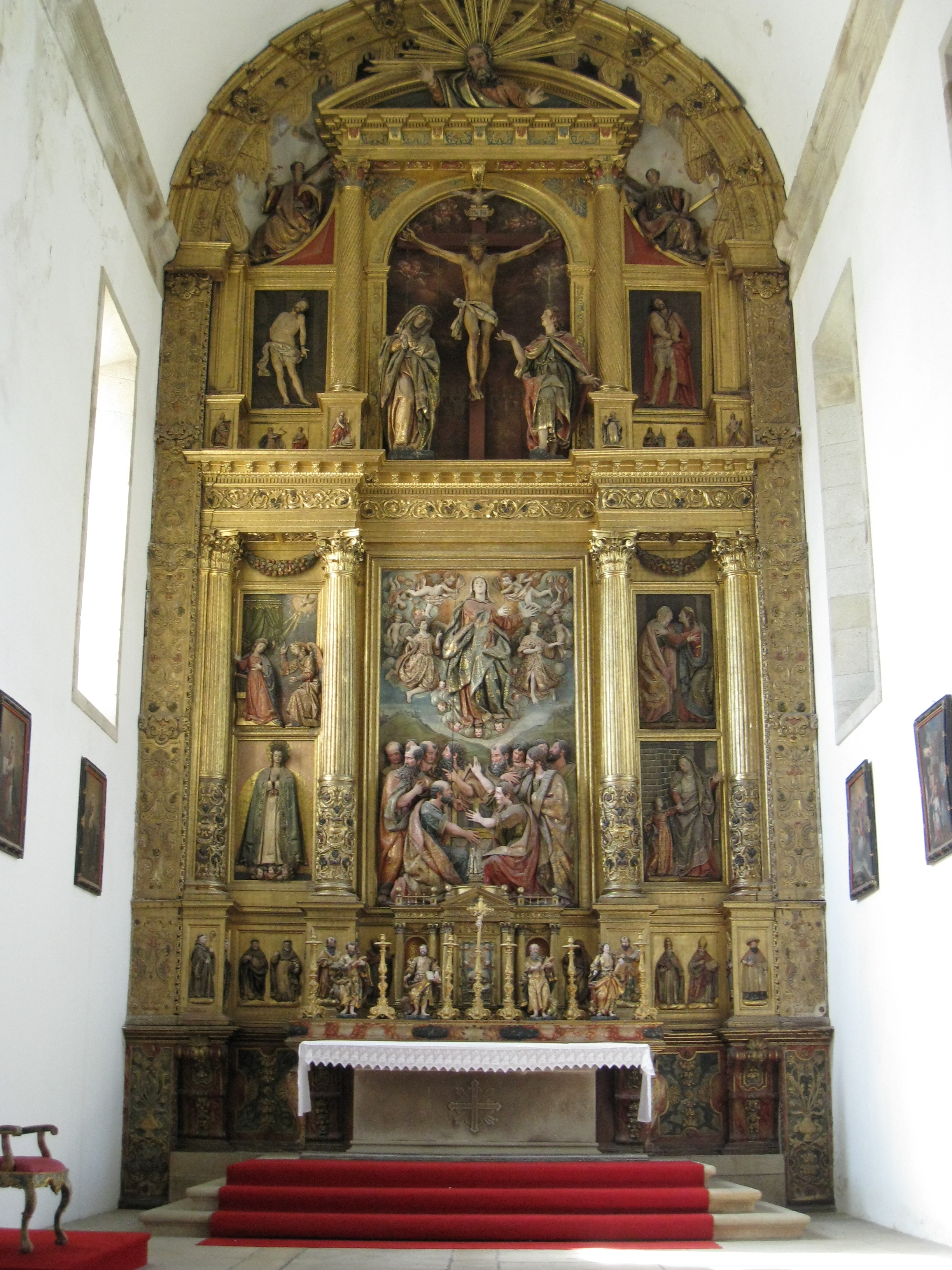
Altarretabel des Hauptaltars
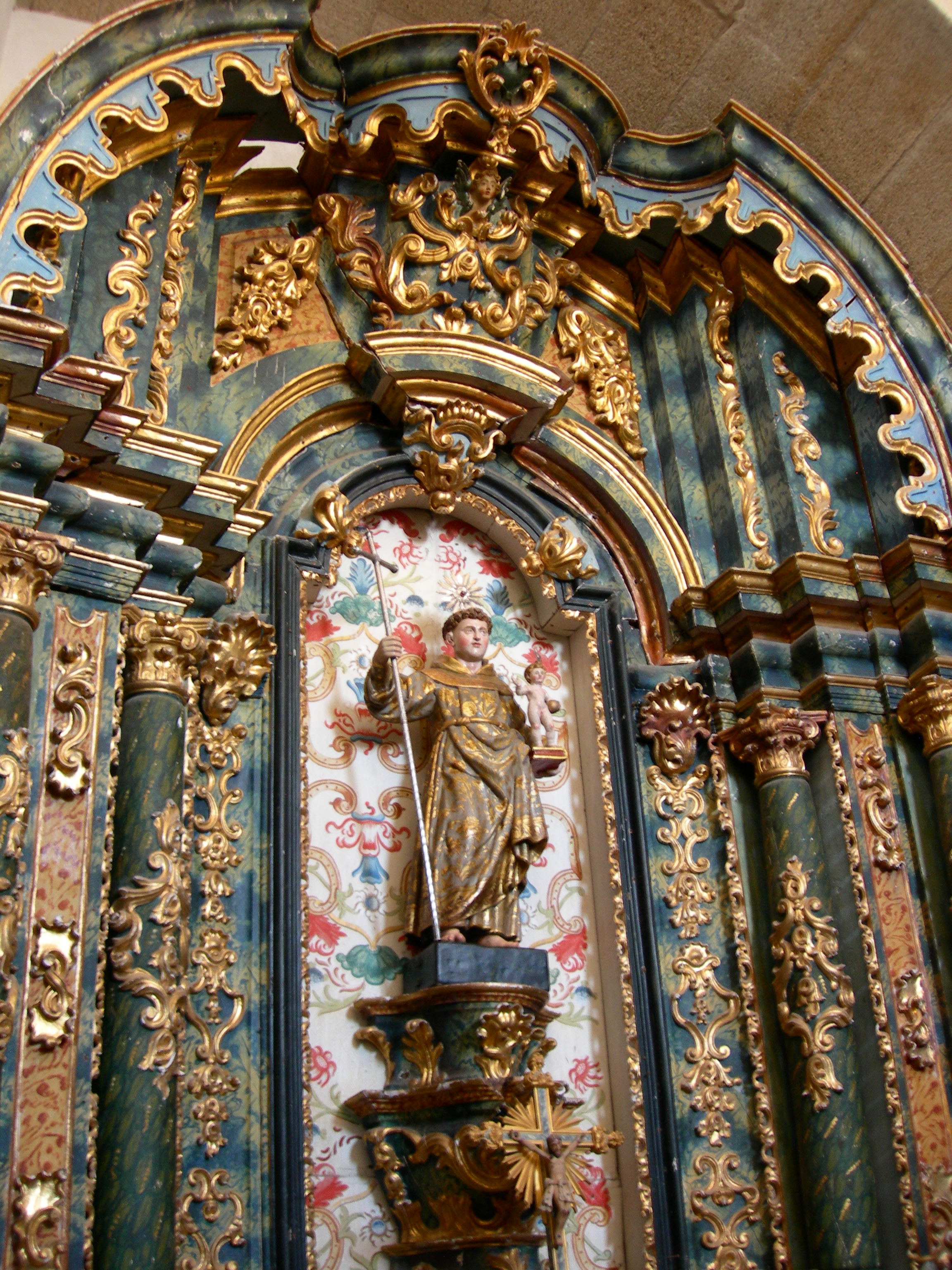
Seitenaltar
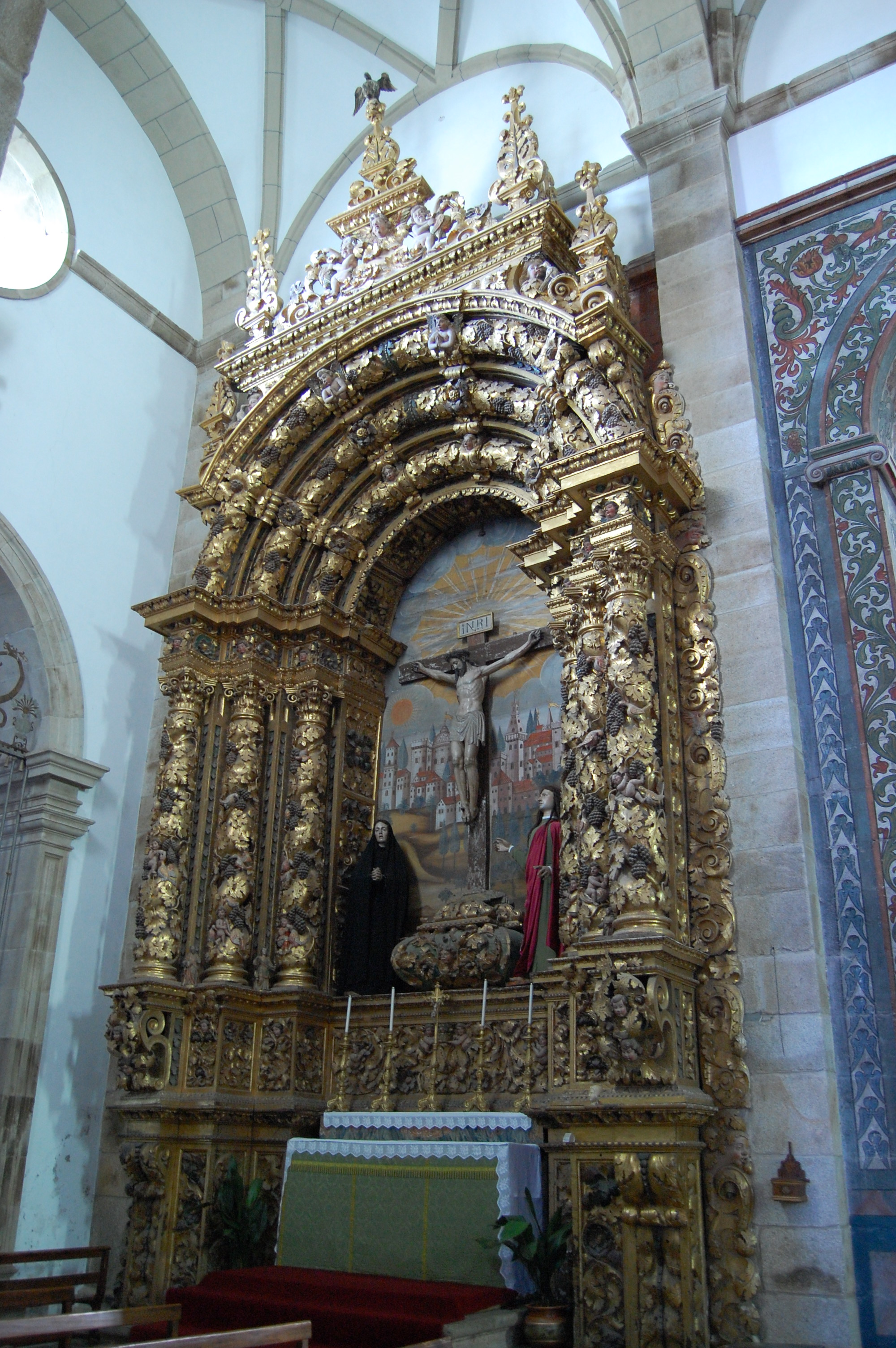
Seitenaltar